# Арагонская операция
Араго́нская опера́ция (исп. Ofensiva de Aragón) — наступательная операция националистов во время гражданской войны в Испании. Операция преследовала цель уничтожения республиканских войск в восточном Арагоне с последующим наступлением на Валенсию или Каталонию. Проводилась с 9 марта по 15 апреля 1938 года. В результате Арагонской операции республиканские войска были разбиты и националисты вышли к Средиземному морю, разделив территорию Республики на две части.

## Планы и силы сторон
Битва при Теруэле (декабрь 1937 г. — февраль 1938 г.) закончилась сильным поражением республиканцев и поглотила военные ресурсы Народной армии. В то же время Франко не теряя времени перераспределил большую часть своих сил вдоль фронта в Арагоне, между городом Теруэль и югом провинции Уэска. Его цель состояла в том, чтобы воспользоваться своим преимуществом и захватить остальную часть Арагона, а затем наступать на Каталонию и Левант.
Франкистская армия смогла собрать для этой кампании более 100 000 человек, включая наиболее подготовленные войска, которые должны были быть в авангарде наступления. Она была лучше оснащена и находилась в лучшей форме, чем ее противник. Националистов поддерживала немецкая и итальянская авиация, а итальянский экспедиционный корпус должен был непосредственно участвовать в наступлении. Промышленность на севере полуострова работала на мятежников, обеспечивая их войска всем необходимым.
После поражения под Теруэлем военный министр Республики Прието и Рохо рассчитывали поправить ситуацию наступлением в другом конце страны — в Андалузии. Директиву об этом Рохо подписал 22 февраля. Туда были переброшены почти все войска из Леванта. У республиканского командования не было понимания, что Арагонский фронт становится основным и решающим. Главным очагом борьбы почти все по привычке считали Центральный фронт и ожидали вражеских подвохов в районе Мадрида.
Всего Республика имела в Арагоне в первой декаде марта 1938 года около 200 000 человек, 300 орудий, около 100 танков и бронемашин и 60 самолетов. Но в Арагоне у республиканцев не было ни плана действий, ни сплошной обороны. Многие дивизии, обескровленные Теруэльским сражением, не получили пополнения и отдыха. Половина бойцов не имела винтовок. Почти треть танков и бронемашин были самодельными. Линия обороны по-прежнему состояла только из одной неглубокой прерывистой полосы небрежно выполненных окопов и траншей. Долговременных бетонированных укреплений было мало.

## Первая фаза наступления
9 марта 1938 года группировка Южного Эбро под командованием Давилы перешла в наступление. Началу наступления предшествовала мощная артиллерийская и воздушная бомбардировка. В 6.30 три армейских корпуса националистов атаковали республиканские рубежи на полосе между рекой Эбро и городом Вивель-дель-Рио. Фронт был прорван в нескольких точках. На левом, северном, участке наступления марокканцы Ягуэ продвинулись вдоль правого берега Эбро через позиции республиканского 12-го корпуса Санчеса (44-я, 24-я и 30-я дивизии), солдаты которого едва сопротивляются удару и в беспорядке бежат, особенно 24-я дивизия Йолди. 12 марта этот корпус как таковой перестает существовать как боевая единица.
Генерал Сольчага возглавил атаку франкистов на Бельчите, и 10 марта наваррцы вошли в разрушенный город, покинутый интернациональной дивизией. Итальянцы Берти, со своей стороны, атаковали город Рудилья, где хотя и столкнулись с сильным сопротивлением, но сумели захватить город. На южном фланге наступления корпус Аранды встретил решительное сопротивление 21-го корпуса Переа (34-я, 70-я, 19-я и 27-я дивизии) и только 13 марта смог прорвать передовую линию республиканцев и взять Монтальбан.
11 марта республиканцы попытались создать новую линию за рекой Мартин, но на следующий день такая импровизированная оборона развалилась под ударами итальянских механизированных групп. Войска 18 корпуса Фернандеса (35-я интернациональная дивизия, разрозненные остатки 12 корпуса, и подкрепления с севера из Восточной армии) в беспорядке отступают. Остатки 44-й (Мунтане) и 24-й (Йолди) дивизии переправляются через Эбро в северном направлении, в то время как остальные подразделения бегут в направлении Каспе — Альканьиса. Антикоммунистические настроения, охватившие Народную армию, способствуют распространению деморализации.
Националисты и итальянцы продвигались с огромной по испанским меркам скоростью — по 15- 20 километров ежедневно. 14 марта итальянцы подошли к Альканьису и без единого выстрела вступили в город, который перед этим в панике оставили республиканские солдаты. Генерал Вальтер, командир 35-й интернациональной дивизии, едва не попал в плен. Взятие Альканьиса сделало республиканский разгром полным.
Для защиты Каспе Рохо организовал группировку под командованием Рейеса, усиленную отрядами из Андалузии и интернациональными бригадами. Она будет упорно сопротивляться с 14 по 17 марта трем дивизиям националистов, давая время для организации новой линии обороны за рекой Гуадалопе, на которой с 11 марта были развернуты войска 5-го (Модесто) и 22-го (Ибаррола) корпусов, к которым присоединяется 21 корпус, отступавший в порядке, несмотря на то, что его правый фланг был полностью открыт бегством 12-го корпуса. К месту прорыва также был переброшен интернациональный танковый полк. Этому последнему сопротивлению удается остановить продвижение националистов.
16 марта итальянцы с Балеарских островов стали бомбить Барселону и провели до 18 марта 18 воздушных налетов, убив 1300 и ранив 3000 мирных жителей.
За восемь дней наступления армия националистов продвинулась на сто километров к востоку. Выйдя к естественному препятствию в виде широких рек Эбро и Гуадалопе, наступающие части мятежников позволили себе передышку, чтобы перегруппировать силы.

## Вторая фаза наступления
Вторая фаза наступления начинается 22 марта против Восточной армии, ранее ослабленной переброской частей для сдерживания прорыва к югу от Эбро. Наваррский корпус Сольчаги пробивает республиканские позиции вокруг города Уэска, в то время как Арагонский корпус Москардо продвигается на восток, поддерживаемый Марокканским корпусом Ягуэ, который 23 марта пересекает Эбро с юга у Гела и Кинто и побеждает группу Мартина Барко. Разгром приобретает оттенок катастрофы: в этот день Рохо сообщает военному министру: «Основная проблема в том, что войска не очень стойкие». 11-й корпус отступает в направлении Каталонии, в то время как 10-й корпус Галло, пользуясь долинами рек Чинка, Эсера и двух Ногуэр, продвигается к Пиренеям. 43-я дивизия (Бельтран) будет прижата к границе и окружена в котле у Бьельсы; 31-я дивизия (Наварро) переходит во Францию, откуда будет возвращена, но без оружия, в Портбоу.
Рохо мобилизует и отовсюду стягивает подкрепления. 16-я (Гуэрнес) и 46-я (Гонсалес) дивизии с мадридского фронта направляются к Лериде, 27-я (Усаторре) отправляется из Валенсии, чтобы защитить стратегические водохранилища, которые снабжают энергией жизненно важную каталонскую промышленность. 34-я (Вега) и 66-я (Браво) дивизии вместе с несколькими отдельными бригадами — к южному берегу Эбро. Маневренная армия усилена 45-й интернациональной (Ганс), 3-й (Тагуэнья) дивизиями, а также дивизиями «Андалусия» и «Эстремадура», сформированными из специальных подразделений этих фронтов. Генерал Посас, командующий Восточной армией, совершенно сбитый с толку событиями, заменен бывшим командиром 21-го корпуса Переа.
Пока происходит эта республиканская переброска войск, Наваррский корпус уничтожает остатки 10-го корпуса и соединяется с Марокканским корпусом в Лериде, оставив многочисленные вражеские подразделения в окружении в пустынной области Лос Монегрос. После взятия 27 марта укрепленного района Фрага столица Каталонии готовится к неминуемому штурму.
4 апреля Лерида попадает в руки Ягуэ после ожесточенного сопротивления дивизии Эль Кампесино (Гонсалес), которая, как и в Теруэле, будет одной из последних, кто пересечет Сегре в восточном направлении.
Одновременно в руки других подразделений националистов попадают водохранилища Камараса, Тремп и Сан-Льоренс, а также будут созданы плацдармы за Сегре в Балагере и Серосе, которые сразу же станут подвергаться яростным контратакам со стороны накопленных резервов республиканцев.
Генерал Ягуэ настаивал на марше вглубь Каталонии, к ее незащищенной столице. Однако Франко резонно опасался военного вмешательства Франции и сильного сопротивления каталонцев на их родной земле. К тому же путь преграждали две глубокие реки — Эбро и Сегре, почти все мосты через которые были взорваны противником. Ставка Франко запретила войскам приближаться к французской границе больше чем на 50 километров и приказала наступать не на север, а на юго-восток, к морю.

## Третья фаза наступления
Националисты начали марш к морю. 1 апреля южнее Эбро они овладели Гандесой. Затем у горного кряжа Бесейте националисты опять остановились, подвергшись атакам во фронт и во фланг. Атаки итальянского корпуса были отбиты 11-й дивизией Листера. Массив Бесейте был удобен для обороны, однако республиканское командование думало только о спасении Каталонии. Защитникам кряжа Бесейте вскоре было приказано отходить на север, за Эбро. Валенсийское направление тем самым было обнажено. Националисты захватили южную часть Тортосы и интенсивно бомбили город, чтобы разрушить мосты через реку Эбро и отрезать отступление республиканской армии.
15 апреля войска 4-й наваррской дивизии генерала Камило Алонсо Веги вошли в Винарос, город на побережье Средиземного моря, окончательно разрезав республиканскую зону на две части. 19-го числа националисты уже занимали 32 км побережья. Арагонская наступательная операция была закончена.

## Результаты
В пятинедельной Арагонской операции националисты одержали крупную победу, ставшую переломным пунктом всей войны. Они окончательно овладели Арагоном, заняли часть Каталонии, вышли на подступы к Барселоне и Валенсии и разрезали республиканскую территорию надвое. В боях франкисты и итальянцы потеряли не более 15 000 — 20 000 человек.
Республиканцы за пять недель сражения оставили врагу важные территории и потеряли не менее 50 000 убитыми и ранеными, более 35 000 пленными и свыше 60 000 дезертирами, то есть больше половины войск, имевшихся на Арагонском фронте к 9 марта. Они лишились также большей части участвовавшей в сражении военной техники и почти половины автотранспорта. Интербригады получили удар, от которого не смогли оправиться. Армии Республики уже никогда не удавалось вооружить так же хорошо, как до «весеннего сражения в Леванте».
Количество националистических провинций возросло к маю 1938 года до 35, тогда как количество республиканских сократилось до 15. Остававшийся в руках республиканцев центр Испании был теперь отрезан от своего военно-промышленного каталонского арсенала и от французской границы. Координация действий республиканских армий была нарушена. Поражение в Арагоне спровоцировало правительственный кризис. Военный министр Прието получил отставку.